# Julio García Vico
Julio García Vico (Cadice, 1992) è un direttore d'orchestra e pianista spagnolo.
Vico è il vincitore del London Symphony Orchestra Donatella Flick Conducting Competition 2021, del Deutscher Dirigentenpreis 2019, dell'Opera Award e del Audience Award. Dal 2018 è membro del Dirigentenforum. Del 2022 è stato scelto da RTVE come uno dei quattro migliori artisti internazionali sotto i 30 anni